# Born in Bradford
Born in Bradford est une grande cohorte de naissance basée à la Bradford Royal Infirmary (en), un hôpital situé dans la ville de Bradford, Yorkshire de l'Ouest au Royaume-Uni. 12 500 femmes enceintes ont été recrutées pour l’étude entre mars 2007 et décembre 2010. La vie de leurs 13 500 enfants est suivie grâce à des études de recherche et à l’utilisation de données médicales et éducatives collectées de manière routinière.

## Contexte
Bradford présente certains des taux les plus élevés de maladies infantiles au Royaume-Uni. Born in Bradford aide à élucider les raisons de cette mauvaise santé et apporte de nouvelles découvertes scientifiques au monde. Il sert également de catalyseur pour que les communautés travaillent avec le NHS et les autorités locales afin d’améliorer la santé et le bien-être des enfants dans la ville. Parmi les exemples du succès de Born in Bradford dans le changement des pratiques figurent : la création d’un registre des anomalies congénitales à l’échelle du Yorkshire, le premier trust au Royaume-Uni à proposer un dépistage du diabète gestationnel à toutes les femmes enceintes du district, l’amélioration de la supplémentation en vitamine D chez les mères à haut risque, la mise en œuvre rapide des directives NICE en pratique de la sage-femme, une meilleure détection de l’obésité infantile par les infirmières de santé publique, et le développement d’une application mobile simple pour aider les parents et les professionnels de santé à surveiller le poids des enfants.
Born in Bradford continuera de suivre les enfants jusqu’à leur âge adulte et aidera les médecins à mieux comprendre les grands défis sanitaires du XXIe siècle tels que les maladies cardiaques, la santé mentale et le cancer. Cette étude a le potentiel de promouvoir un véritable changement au niveau local tout en apportant une contribution majeure aux connaissances mondiales.
Le projet diffuse un programme annuel sur BBC Radio 4 présenté par Winifred Robinson.